# Chad Kroeger
Chad Robert Turton-Kroeger (Hanna,15 de novembro de 1974) é vocalista e guitarrista da banda canadense Nickelback, teve a sua carreira iniciada durante a adolescência  quando aos 13 anos começou a aprender a tocar guitarra sozinho, mais tarde criou uma banda, a Village Idiots, onde tocavam covers. Em 1995 cria os Nickelback com o seu irmão Mike, um amigo Ryan Peake e o primo Brandon Kroeger. No dia 21 de agosto de 2012, revelou um noivado até então secreto com a cantora canadense Avril Lavigne, a qual o ajudou compondo algumas músicas em estúdio. Chad se casou com Avril no dia 1 de Julho de 2013 em França, no castelo medieval Chateau de la Napoule, no sul do país. A festa durou três dias, de acordo com o site PopSugar. “Quando você olha para essa aliança em seu dedo, olha para o outro todos os dias e chama aquela pessoa de marido ou mulher, é um sentimento muito especial”, confessou o vocalista do Nickelback. sua banda Nickelback já vendeu mais de 60 milhões de discos por todo mundo, uma das bandas mais bem sucedidas do rock.  Chad é dotado de uma voz escura e poderosa. É um barítono que alcança do A1 ao E6, ou 4,4oitavas, de acordo com o site The Range Place 2.0.